# Heinrich Schnee

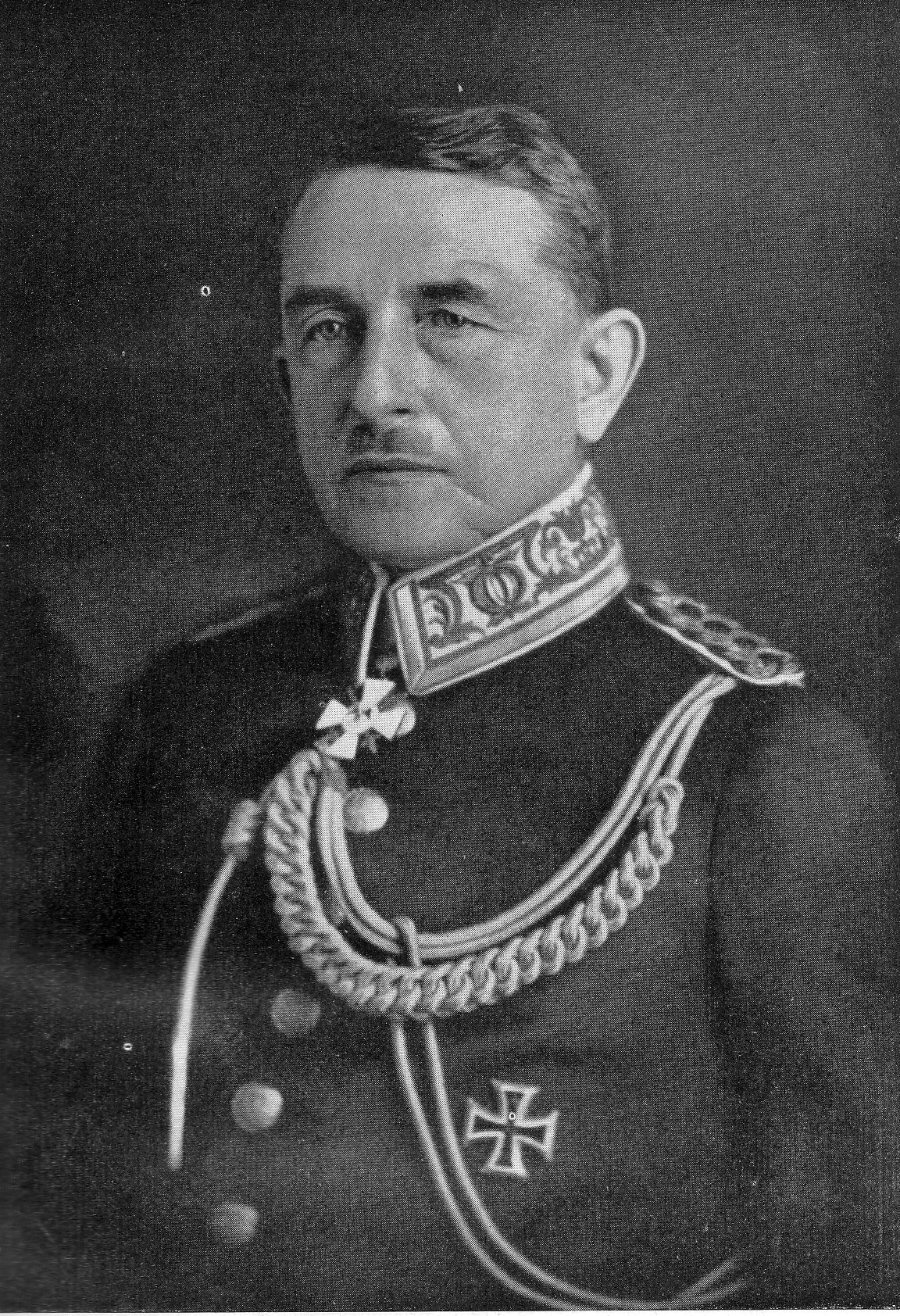
Heinrich Schnee.

Albert Hermann Heinrich Schnee, född den 4 februari 1871 i Neuhaldensleben, död den 23 juni 1949 i Berlin, var en tysk kolonialadministratör och politiker.
Schnee tjänstgjorde från 1892 som ämbetsman, bland annat 1898–1900 som domare i Tyska Nya Guinea, 1900–1903 som kretsadministrator och tillförordnad guvernör på Samoaöarna samt 1904–1905 som legationsråd i utrikesministeriets kolonialavdelning. Han blev 1906 avdelningschef i kolonialministeriet och 1911 ministerialdirektor där samt var 1912–1918 guvernör över Tyska Östafrika. Från 1924 var han ledamot av tyska riksdagen, där han tillhörde tyska folkpartiet. Schnee skrev ett stort antal kolonialpolitiska arbeten, exempelvis Unsere Kolonien (1908), Deutsch-Ostafrika im Weltkrieg (1919), Die deutschen Kolonien unter fremder Mandatherrschaft (1922) och Die koloniale Schuldlüge (i Süddeutsche Monatshefte 1924) samt utgav Deutsches Koloniallexikon (3 band, 1920).